# メイ・パーカー
メイベル・"メイ"・パーカー＝ジェイムソン（Maybelle "May" Parker-Jameson）は、マーベル・コミックの『スパイダーマン』に登場するキャラクター。旧性はライリー（Reilly）。スタン・リーとスティーブ・ディッコが生み出し、1962年1月に発売された『Strange Tales』第97号で初登場したが、1962年8月に発売された『アメイジング・ファンタジー』第15号で再登場を果たす。
メイはベン・パーカーの未亡人で、ピーター・パーカーの父方の叔母。いつもピーターを母親代わりで育てているが、全シリーズを通じ、メイはピーターがスパイダーマンであることを知らず、スパイダーマンを恐ろしい人と思っていた。このキャラクターが作られて以降、テレビ作品（アニメ・ドラマ）だけでなく、実写映画とアニメ映画にも登場している。

## 誕生秘話
5月5日、ニューヨークのブルックリンで誕生。ピーターの両親であるリチャードとメアリーが死亡した後、メイと夫のベンが甥のピーターを引き取り、クイーンズ区フォレストヒルズのイングラム通り20番地にある住宅で育てた。ベンが泥棒の銃撃で命を落としたため、ピーターにとっては唯一の家族となった。彼女のおかげで、ピーターの人生は大学時代に入っても最高のものとなった。メイおばさんは、ピーター・パーカーがスパイダーマンであることは知らず、いまでもごく普通の少年だと信じ続けている。
ピーターがスパイダーマンの仕事を始めたばかりの頃、メイの健康についてとても心配していたことがあり、自分がスパイダーマンであることをメイおばさんに言ったら、精神的ショックで命を落とすことになるんじゃないかと不安ながら考えていた。その結果、ピーターはおばさんの介護をすることになるが、とても厄介な危機に直面し頭を抱える事となる。メイがピーターの敵であるオットー・オクタビアス（ドクター・オクトパス）と恋人になったとき、ピーターはオットーの陰謀からメイおばさんを救助する。

## その他のバージョン

### スパイダー・ゲドン
スパイダー・ゲドンでは、地球という謎の星にヒスパニック系のメイがいる。メイは輸血でベンは無事に救われるが、ベンとピーターがスパイダーマンであることを知らない。

## メディアミックス

### テレビアニメ
スパイダーマン（1967年）
担当声優 - ペグ・ディクソン、日本語吹き替え版 - 不明（初代）、不明（2代目）
この作品では、メイおばさんの容姿が何度か変わっている。初登場回は、シーズン1の第8話「Horn of The Rhino」。この回では、風邪を引いたピーターに現場の写真を持ってこさせようとするジェイムソン編集長の上から目線な態度に腹を立てていたことがある。シーズン2の「King Pinned」では、ベン・パーカーが「スパイダーマンの誕生」でテレビ局の強盗に銃撃されて亡くなった後、ピーター・パーカーがデイリー・ビューグル社で雑用係（コピー・ボーイ）のアルバイトをすると打ち明けた。メイは年金で解決させようとしたが、ピーターは自分の力で働くと決めた。
スパイダーマン（1981年）
担当声優 - モーガン・ロフティング、日本語吹き替え版声優は不明。
ここではメイおばさんとピーター・パーカーの生活が定期的に描かれている。第22話「Arsenic and Aunt May」ではベンおじさんの姿で名前を名乗る魂から話を受け、カメレオンが変装していた占い師から授かったネックレスでスパイダーマンに復讐しようとするが何度も失敗している。
スパイダーマン&アメイジング・フレンズ（1981年）
担当声優 - ジューン・フォーレイ、日本語吹き替え版 - 鈴木れい子（ビデオ版）、定岡小百合（トゥーンディズニー版）
この作品ではパーカー家がスパイダーフレンズの本部となっているが、ピーター・パーカー、ボビー・ドレイク、アンジェリカ・ジョーンズがスパイダーマン、アイスマン、ファイアスターであることは知らない。
スパイダーマン（1994年）
担当声優 - リンダ・ゲイリー（シーズン1）→ジュリー・ベネット（シーズン2）、日本語吹き替え版 - 定岡小百合
この作品ではスパイダーマンのことが凄く嫌いだが、ピーターのことは心から愛している。アンナ・ワトソンとキーン・マーロウ（シーズン5のみ登場）とは友達だが、アンナ・ワトソンはピーターのことを全く思っていない。「The Wedding」では、メイとベンが付けていた結婚指輪をメリー・ジェーン・ワトソンと結婚するピーターにプレゼントしている。
スペクタキュラー・スパイダーマン（2008年）
担当声優 - デボラ・ストラング、日本語吹き替え版 - 大橋世津
このバージョンでメイの姿が異なり、以降は若い声となる。
アルティメット・スパイダーマン（2012年）
担当声優 - ミスティ・リー、日本語吹き替え版 - 水野ゆふ
こちらは40代後半の設定で、以前よりも虚弱な感じには描かれなくなっている。その代わりとしてはヨガや料理教室など多くの趣味を持つ。シーズン3において、ピーター・パーカーは自分がスパイダーマンであることをメイに伝えたが、メイは既に知っていたため、それでもピーターを心から愛した。シーズン4では、メイがスカーレット・スパイダーの改心を手助けしており、夫と同じ弁という名前にしようと考えていた。「異次元のスパイダーマン、再び パート4」では、マイルズ・モラレスの世界にいるメイ（声優は同じ）が、スパイダーウーマンと一緒にヴィラン退治をしている。
マーベル スパイダーマン（2017年）
担当声優 - ナンシー・リナリ、日本語吹き替え版 - 三沢明美
スパイディとすごいなかまたち（2022年）
担当声優 - メラニー・ミンチーノ、日本語吹き替え版 - 今泉舞
ユア・フレンドリー・ネイバーフッド・スパイダーマン（2024年）
担当声優 - カーリ・ウォーグレン、日本語吹き替え版は未定

### テレビドラマ
アメイジング・スパイダーマン（1977年）
演 - ジェフ・ドーネル、アイリーン・テドロウ、日本語吹き替え版 - 京田尚子（映画版）

### 映画
サム・ライミ監督作
演 - ローズマリー・ハリス、日本語吹き替え版 - 谷育子
この映画では、ベンおじさんを失ったピーターを優しく励ましている。
- スパイダーマン
- スパイダーマン2
- スパイダーマン3

マーク・ウェブ監督作
演 - サリー・フィールド、日本語吹き替え版 - 一龍斎春水
この映画では、ハリスが演じたメイよりも少し若くなっている。
- アメイジング・スパイダーマン
- アメイジング・スパイダーマン2

### MCU版
『マーベル・シネマティック・ユニバース』（MCU）ではマリサ・トメイが演じた。日本語吹替は安藤麻吹が担当。本シリーズでは、若いイタリア系アメリカ人女性として登場している。

#### キャラクター像
ピーター・パーカー/スパイダーマンの伯母。クイーンズで長年同居しているピーターを実の子同然にいつも気にかけ、愛情をもって接し、夫（ベン伯父さん）を亡くしていることから、ピーターからも常に案じられている。行動的で、何かしらの悪い疑惑をかけられて非難される立場になっても鼻で笑う胆力ある一面に加えて、無駄に色気を振り撒いてしまうほどの溢れ出る美貌で周囲の男性を惹き付けることがしばしばあるが、本人は全く自覚がない。ピーターがスパイダーマンとして自警活動してることは長く知らなかったが、ピーターがエイドリアン・トゥームス/バルチャーに勝利した後にその事実を知ると彼の活躍を応援する。

#### 愛車
ボルボ・244
自家用車。リズ・ トゥームスのホームパーティーに出席するピーターとネッド・リーズを送る際や、ヨーロッパの科学史ツアーから帰国したピーターを迎える際に登場・運転している。
また、愛車以外では、“F.E.A.S.T.”のトラックである三菱ふそう・キャンター（8代目）を運転している。

#### 各作品における描写・活躍
『シビル・ウォー/キャプテン・アメリカ』
本作でMCU初登場。奨学金給付の話のためと称して訪問してきたトニー・スターク/アイアンマンを胸躍らせながら迎え入れ、物語のポストクレジット・シーンでは、怪我をして帰って来たピーターに事情を知らず「強くなったわね」と声をかける。
『スパイダーマン:ホームカミング』
本作ではピーターとの暮らしぶりが所々で描写され、彼がトニーの下で始めたというインターンシップの活動がかなり過酷なこともあり、トニーをあまり快くは思っておらず、ピーターを心配している。また、想いを寄せるリズと親密な仲になることを望むピーターのために、パーティーでの衣装選びやダンスの練習を手伝う姿も見せた。
物語のラストでは、自室でハイテク・スーツを着込んでいたピーターに驚愕する。
『アベンジャーズ/エンドゲーム』
本作ではデシメーションにより、ピーターと同様に消滅していたが、5年後、“アベンジャーズ”たちの“タイム泥棒”が成功したことによって復活。物語のラストで、ピーターと共にトニーの葬儀に参列する。
『スパイダーマン:ファー・フロム・ホーム』
本作では“デシメーション”で消滅して復活した人々を慈善パーティで援助するボランティアを主催しており、ピーターをスパイダーマンとして協力させていると同時に、ヨーロッパの科学史ツアーにスパイダーマン・スーツを持参しようとしなかったピーターの鞄に、「忘れ物」のメモを添付してスーツをしのばせる計らいなども披露する。
更にハッピー・ホーガンから想いを寄せられており、自分の職場にも顔を出すようになった彼と所々で懇意にしていたが、ツアーから帰国したピーターを迎え、ハッピーとの仲を問われると交際関係を否定し、ピーターを呆れさせる。
『ホワット・イフ...?』では、メイ本人や彼女の変異体は直接出演していないものの、シーズン1第5話においてピーター・パーカー / スパイダーマン（アース89521）の言から“アース89521”におけるメイの存在が示唆されている。
『スパイダーマン:ノー・ウェイ・ホーム』
本作においても、ピーターの最大の理解者の一人として登場し、精神的に追い詰められるピーターを随所で諭して激励するが、同時に還らぬ人となってしまう。
物語冒頭では、ハッピーに彼との関係を明示したのも束の間、殺人容疑がかかったスパイダーマンの正体であるピーターの保護者として“ダメージ・コントロール局”に連行・尋問され、マット・マードックの尽力で不起訴となってもピーターが市民たちから心無い非難を受け続ける日々が続くことから、ハッピーのコンドミニアムにピーターと転居した。
そして、新たに働き始めたF.E.A.S.T.のコミュニティセンターを訪ねていたノーマン・オズボーンを保護して彼に同情し、ノーマンらヴィラン一同を元の並行世界に送り返そうとするだけで済ませようと考えるピーターに、彼らを本当の意味で助けるように促した。
後に、ピーターがヴィラン一同の治療を決めると、自らもピーターに同伴してコンドミニアムにヴィラン一同を案内して治療を手伝うものの、グリーン・ゴブリンが表出すると、ピーターの意を受け、完成した治療薬やデバイス一式を持ってその場から逃げた。しかしピーターを叩き伏せたゴブリンに遭遇し、その隙を突いて治療薬をゴブリンに打ち込むが効果は無く、それでもピーターを見捨てずにゴブリンに立ちはだかったものの、ゴブリンが遠隔操作した“ゴブリン・グライダー”の突撃と、“パンプキン・ボム”の爆風を受けて致命傷を負ってしまった。
ゴブリンが飛び去った直後に何とか立ち上がって、自分の選択を後悔するピーターに「あなたには力がある。そして「大いなる力には、大いなる責任が伴う」と説くが、ゆっくり息を引き取る。
その最期は、ピーターに深い傷を残す事になり、物語のラストでは、彼女の墓をハッピーと彼に忘れられたピーターが訪ねる。

### アニメ映画
スパイダーマン:スパイダーバース
声 - リリー・トムリン、日本語吹き替え版 - 沢海陽子
第1作において、甥のピーター（MJと結婚していた金髪姿の少年）は亡くなっており、マイルズ・モラレス、グウェン・ステイシー、ピーター・B・パーカーが彼女の前にやってきた際、メイはピーターが隠していた秘密の部屋に入ることを特別に許可した。その後、マイルズがスパイダースーツを作るのを手伝い、ピーターが前に作っていたウェブ・シューターの改良版を提供した。

### テレビゲーム
Marvel's Spider-Man（2018年）
担当声優はナンシー・リナリ、日本語吹き替え版 - 滝沢久美子